# Szekerczés Luca
Szekerczés Luca (Bonyhád, 1994. június 18.–) magyar válogatott kézilabdázó, jobbátlövő

## Pályafutása

### Klubcsapatokban
Szekerczés Luca Szekszárdon kezdett kézilabdázni. A helyi UKSE-ben az első osztályú felnőtt bajnokságban is bemutatkozott.
2012 nyarán szerződött a Ferencváros csapatához. A zöld-fehér csapattal a Bajnokok Ligájának 2012-2013-as kiírásában is pályára lépett. 2012 novemberében a Magyar Kézilabda Szövetség a legjobb női ifjúsági játékosnak választotta.
A 2013-2014-es szezonban kölcsönben játszott Siófokon. A 2015-2016-os szezontól újra a Ferencvárosban folytatta pályafutását. Csapatával a BL főtábláján szerepelt, és a hazai porondon a Győri Audi ETO KC méltó riválisai voltak. A 2016-17-es idény előtt légiósnak állt, a Konkoly Csaba edzette német TuS Metzingen játékosa lett. Német csapatával az EHF-kupában a legjobb négybe kerültek. A bajnokságban a 3. helyet szerezték meg, a DHB-kupában pedig a 2. helyen fejezték be a szezont.
A 2017-2018-as idénytől a Dunaújváros játékosa volt. A 2017-18 -as szezonban 4. helyen végeztek, és bejutottak a 2019-es Magyar Kupa négyes döntőjébe is.
2020 nyarától az MTK játékosa.
2021 júliusától ismét német csapatban, a Thüringer HC együttesében kézilabdázik.
2021 decemberében elköszön a német klubtól és fél évre Szombathelyre igazol.
2022 júliusától a Moya Budaörs kézilabdázója.

### A válogatottban
Többszörös serdülő, ifjúsági és junior válogatott, 2011-ben a brnói ifjúsági Eb-n 4. helyezett lett a magyar csapattal. Ezt követően 2012-ben 5. helyen végzett a montenegrói ifjúsági világbajnokságon. A 2013-ban rendezett dániai Eb-n a 2. helyet szerezte meg csapattársaival, ahol az All Star-csapat tagja közé is beválasztották. A 2014-es horvátországi junior világbajnokságon 7. helyen végeztek, ahol szintén az All Star-csapat tagja lett, majd ezt követően a felnőtt válogatottban is bemutatkozhatott.
A Tokióira készülő válogatott bő keretének is tagja volt. 